# John George Lambton
John Lambton 1er comte de Durham, né le 12 avril 1792 à Londres et mort le 28 juillet 1840 à Cowes, mieux connu à ce titre sous le nom de Lord Durham dans l'histoire canadienne, est un homme politique et administrateur colonial britannique. Membre radical du Parti whig, il joue un rôle important dans les gouvernements Grey et Melbourne. Nommé gouverneur général de l'Amérique du Nord britannique à la suite des rébellions dans les colonies du Canada, il est l'auteur de l'important et controversé rapport Durham.

## Biographie

### Jeunesse et éducation
Il est né dans le quartier Mayfair de Londres en 1792.

### De député à lord
Il est franc-maçon initié en 1814 (Granby Lodge No. 124, Durham) et est Grand Maître de la Grande Loge Unie d'Angleterre.
Réformiste des Whigs de Londres, Lord Durham est décrit comme étant un homme libre d'esprit, courageux, franc et sincère, mais également arrogant, réformiste, révolutionnaire et whig radical. Depuis 1813, il est en effet député pour le parti whig, puis le Parti libéral. Il propose plusieurs mesures réformistes pour son époque comme l’émancipation des catholiques, la liberté du commerce, l’éducation pour tous et la responsabilité ministérielle. Il est aussi connu au Royaume-Uni pour avoir aidé à rédiger la réforme législative de 1832 en tant que Lord du sceau privé dans le gouvernement de Lord Grey. Il meurt de la tuberculose, peu après son retour en Angleterre, en 1840.
Durham est aussi proche de Lord Melbourne, qui devient en 1835 premier ministre. Cette relation permit à Lambton de devenir cette même année ambassadeur en Russie. Il occupa ce poste à Saint-Pétersbourg durant deux ans, de 1835 à 1837.

### Gouverneur général de l'Amérique du Nord britannique

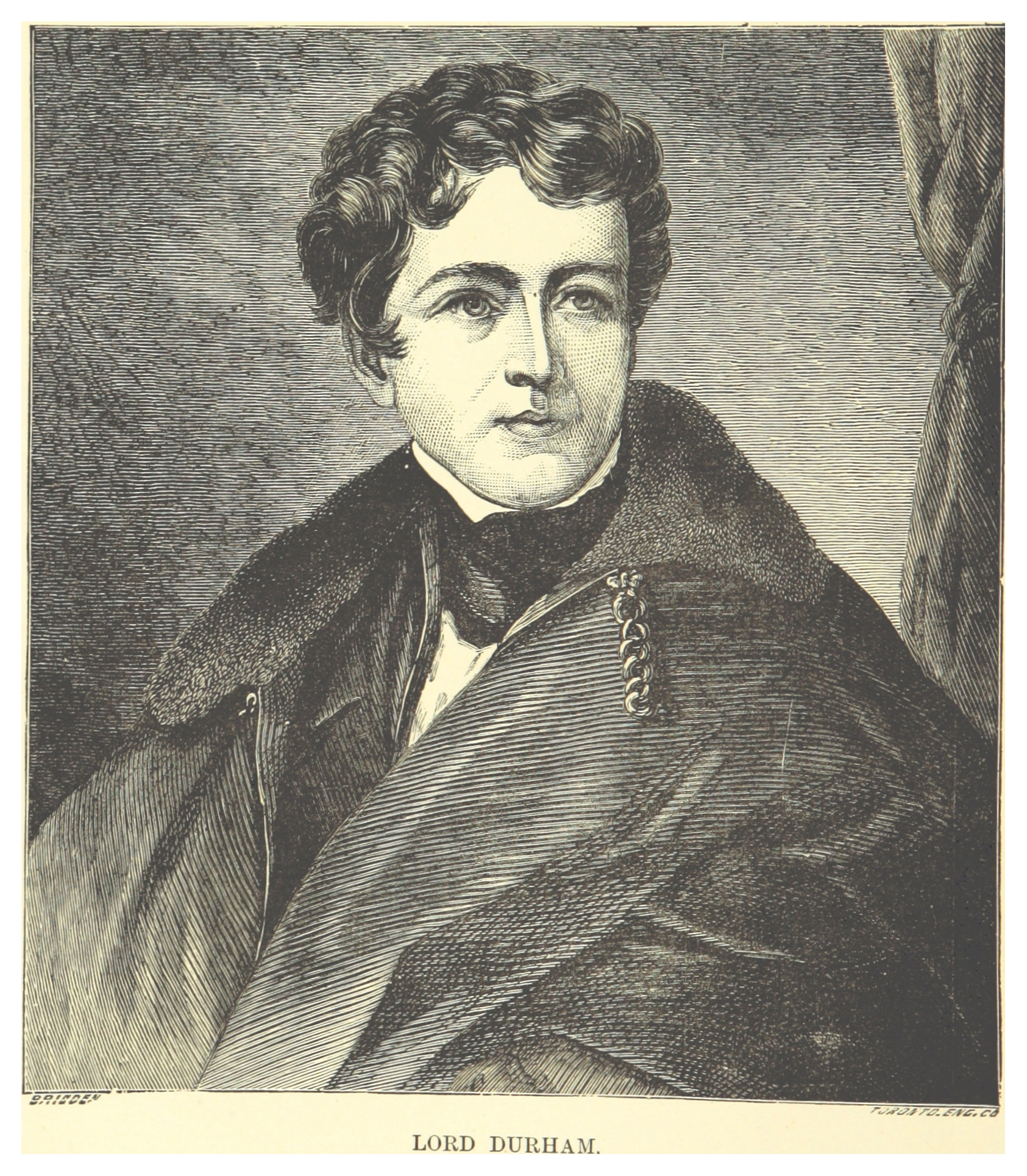
Lord Durham.

Le 22 juillet 1837, dès son retour en Angleterre, Melbourne lui propose une deuxième mission hors du pays. Il s'agit cette fois d'aller faire enquête au Canada où une importante crise s'aggrave de jour en jour. Au départ, Lambton refuse catégoriquement cette offre. Néanmoins, dans le mois de décembre, Melbourne réussit à le convaincre en lui promettant des pouvoirs quasi dictatoriaux à titre de gouverneur du Canada en chef des colonies de l’Amérique du Nord britannique et de commissaire. C'est ainsi que le 29 mai 1838, lorsque Lambton arrive au Bas-Canada, sa principale responsabilité est de faire un rapport proposant des solutions aux Rébellions des Patriotes à partir de ses propres observations.
Il administre le territoire du 29 mai 1838 au 29 septembre 1838 avec l'appui des autorités, mais s'oblige à démissionner lorsqu'une de ses ordonnances de déportation est rejetée par Londres. Il termine son rapport en janvier de l'an 1839.
Il demande l'introduction d'un gouvernement responsable dans la politique canadienne. Il propose également de fusionner le Bas-Canada et le Haut-Canada pour assimiler les Canadiens français, ce qui lui vaudra des reproches. Lord Durham appuyait son idée sur ce qui lui apparaissait comme deux évidences: l'Amérique du Nord parle anglais, et l'anglais est une langue supérieure parlée par une « race supérieure ». Dans ces circonstances, ce serait une bien bonne chose, pour le Canadien français « inférieur », d'accéder à la supériorité en oubliant sa langue et sa culture au profit de l'anglais.

### Rapport Durham
Passages du rapport de Lord Durham, écrit par John George Lambton en 1839 à Montréal, s'adressant au roi de la Grande-Bretagne en parlant des Canadiens français :
« Les institutions de France durant la colonisation du Canada étaient, peut-être plus que celles de n'importe quelle autre nation d'Europe, propres à étouffer l'intelligence et la liberté de la grande masse du peuple. Ces institutions traversèrent l'Atlantique avec le colon canadien. Le même despotisme centralisateur, incompétent, stationnaire et répressif s'imposa à lui. […] Ces hommes du même peuple ignare, apathique et rétrograde. […] Ces gens s'accrochèrent aux anciens préjugés, aux anciennes coutumes, aux anciennes lois, non à cause d'un fort sentiment de leurs heureux effets, mais avec cette ténacité irrationnelle d'un peuple mal éduqué et stationnaire. La langue, les lois et le caractère du continent nord-américain sont anglais; et toute autre race que la race britannique […] y apparaît dans un état d'infériorité. C'est pour les tirer de cette infériorité que je désire donner aux Canadiens notre caractère britannique. On ne peut guère concevoir nationalité plus dépourvue de tout ce qui peut vivifier et élever un peuple que les descendants des Français dans le Bas-Canada, du fait qu'ils ont conservé leur langue et leurs coutumes particulières. Ils sont un peuple sans histoire et sans littérature. […] Je crois que la tranquillité ne peut être rétablie qu'à condition d'assujettir la province à la domination vigoureuse d'une majorité anglaise, et que le seul gouvernement efficace serait celui d'une union législative. Si la population du Haut-Canada est exactement estimée à 400 000, les habitants britanniques du Bas-Canada à 150 000 et les Français à 450 000, l'union des deux provinces ne donnerait pas seulement une majorité absolue, mais une majorité qui s'accroîtrait chaque année sous l'influence de l'émigration britannique; et je ne doute guère que les Français, une fois placés en minorité par le cours légitime des événements et par le fonctionnement des causes naturelles, abandonneraient leurs vaines espérances de nationalité. » Lord Durham, Report on the Affairs of British North America, 1839
À la suite des rébellions des Patriotes de 1837, les parlementaires britanniques n'ont d'autre choix que de s'intéresser aux nombreux soulèvements qui surviennent dans le Haut et le Bas-Canada. C'est dans ce sens que le Parlement de Londres donne à l'enquêteur John George Lambton la mission impériale de produire un rapport proposant des solutions aux problèmes de l'époque. Durant son séjour d'une année, soit de 1838 à 1839, Lord Durham évalue en effet le conflit linguistique existant entre les Canadiens français et les Canadiens anglais. Néanmoins, il peint dans son ouvrage un portrait peu flatteur des francophones. Dans cet ordre d'idées, voici une interprétation de différents passages du rapport Durham écrit au début de la période contemporaine durant un contexte de révolutions.

#### Idée principale et divisions du texte
L'idée principale du texte analysé ci-dessous représente en général la situation précaire que vivent les Canadiens français de la colonie. Lord Durham dessine un portrait défavorable des colons francophones et mentionne quels sont les moyens possibles à entreprendre pour régler la crise. Dans cet ordre d'idée, la première section du texte présente les Canadiens français comme étant une race inférieure tandis que la deuxième section parle de l'assimilation urgente de ces derniers.

#### Analyse détaillée

##### Une race inférieure
Dans la première section, que l'on peut intituler ''une race inférieure'', il y a trois parties distinctes. En premier lieu, selon Lambton, les institutions françaises étaient encore présentes malgré la domination des Britanniques : « Les institutions de France durant la colonisation du Canada étaient, peut-être plus que celles de n'importe quelle autre nation d'Europe, propres à étouffer l'intelligence et la liberté de la grande masse du peuple. Ces institutions traversèrent l'Atlantique avec le colon canadien ». Selon Bourdon (1996, p. 39), malgré la conquête anglaise de 1760, les institutions de la France sont toujours présentes dans cette colonie . En plus de mentionner leur présence, Lambton critique ces institutions en disant d'elles qu'elles étouffent l'intelligence et briment la liberté des citoyens, comme s'il voulait sous-entendre que les institutions anglaises sont celles qui doivent être établies. En deuxième lieu, les Canadiens français sont attaqués et critiqués durement : « Ces hommes demeurent sous les mêmes institutions du même peuple ignare, apathique et rétrograde. […] Ces gens s'accrochèrent aux anciens préjugés, aux anciennes coutumes, aux anciennes lois, non à cause d'un fort sentiment de leurs heureux effets, mais avec cette ténacité irrationnelle d'un peuple mal éduqué et stationnaire ». L'auteur a la volonté de décrire la population canadienne-française sous son mauvais jour. Il la voit comme étant idiote, ignorante, immobile et surtout, faible. Malgré cette critique sévère des francophones par Lambton, il est vrai de dire que ceux-ci sont peu éduqués. De 1830 à 1839, le taux d'alphabétisation au Bas-Canada passe de 15,4 % à 25,4 %. Cela équivaut désormais à une personne sur quatre . En troisième lieu, dans la dernière partie, tout ce qui est d'origine anglaise est considéré supérieur aux autres : « La langue, les lois et le caractère du continent nord-américain sont anglais. Toute autre race que la race anglaise y apparait dans un état d'infériorité. C'est pour tirer de cette infériorité que je veux donner aux Canadiens notre caractère anglais ». Lambton stipule en effet que toutes nations autres que celles d'origine britannique sont inférieures. Somme toute, selon Laporte (2000, p. 42-43), dans ces trois parties les Canadiens français sont peints de manière évidente comme étant des individus de race inférieure alors que les Canadiens anglais, eux, semblent être des gens d'appartenance supérieure. Cette attitude dénigrante qu'ont les Anglais envers les Français est un autre facteur explicatif du conflit entre les deux groupes linguistiques. Le fait d'être perçu comme étant des êtres inférieurs a sans équivoque accentué la colère et le désir de se rebeller des Patriotes .

##### Assimilation des Canadiens français
Dans la deuxième section, que l'on peut nommer l'assimilation des Canadiens français, il y a également trois parties à analyser. Premièrement, Lambton amène l'idée que pour assimiler les Canadiens français il doit y avoir une domination anglaise en réunissant le Haut et le Bas-Canada : « Je crois que la tranquillité ne peut être rétablie qu'à condition d'assujettir la province à la domination vigoureuse d'une majorité anglaise, et que le seul gouvernement efficace serait celui d'une union législative ». Il fait paraître cette tradition parlementaire britannique comme étant le meilleur moyen d'assimiler progressivement les Canadiens français, puisque ceux-ci deviendront en minorité démographique ainsi qu'en infériorité à la Chambre. Peu à peu, les francophones n'auraient alors d'autre choix que d'intérioriser la langue et la culture dominante anglaise . C'est de cette proposition que s'inspira par la suite l'Acte d'union de 1840. Deuxièmement, après la mise en place d'une nouvelle union, l'auteur propose l'arrivée massive d'immigrants britanniques : « Si l'on estime exactement la population du Haut-Canada à 400 000 âmes, les Anglais du Bas-Canada à 150 000 et les Français à 450 000, l'union des deux provinces ne donnerait pas seulement une majorité anglaise absolue, mais une majorité qui s'accroîtrait annuellement par une immigration anglaise ». Cette immigration anglaise permettrait une assimilation plus rapide des Canadiens français sous une domination démographique anglaise . Troisièmement, John George Lambton est très ferme sur un point, c'est-à-dire que la situation de minorité des Canadiens français fera disparaître naturellement leur peuple et leur nationalité : « Je ne doute guère que les Français, une fois placés en minorité par suite du cours naturel et légitime des événements et par le fonctionnement de causes naturelles, abandonneraient leurs vaines espérances de nationalité ». Une fois les francophones en minorité il deviendrait facile de les assimiler; or les assujettir lui semble un moyen efficace pour mettre un terme aux nombreux conflits, comme ceux des Rébellions des Patriotes. En fin de compte, Langlois et Villemure (2005, p. 232) relatent que Lambton met une priorité sur la résolution des conflits entre les deux groupes linguistiques: les Canadiens français et les Canadiens anglais. Il va de soi pour lui que l'assimilation des francophones est la seule voie possible pour une paix durable .

#### Perception de Lambton
Cette interprétation de quelques extraits du rapport de John George Lambton montre en général qu'il perçoit les francophones comme une race inférieure qu'il faut assujettir à la culture britannique.

## Récompenses et hommages
Le monument Penshaw, construit quelques années après son décès, lui rend hommage.
Il fut nommé dans plusieurs ordres de mérite :
- 1837 : Chevalier grand-croix de l'Ordre du Bain
- 1835 : Chevalier des ordres russes de Saint-André, d'Alexandre Nevski, de Sainte-Anne de Russie et de l'Aigle blanc de Russie.

Plusieurs lieux sont nommés en son honneur :
- Comté de Lambton, comté de l'Ontario ;
- Lambton, municipalité du Québec ;
- Lambton, quartier de Toronto ;
- L'avenue Lambton, à Toronto ;
- Le cap Lambton, pointe sud de l'île Banks, dans l'archipel arctique canadien ;

#### En français
- Notices dans des dictionnaires ou encyclopédies généralistes :   - Britannica
  - Brockhaus
  - Den Store Danske Encyklopædi
  - Deutsche Biographie
  - Dictionnaire biographique du Canada
  - Dizionario di Storia
  - Enciclopedia italiana
  - Enciclopedia De Agostini
  - L'Encyclopédie canadienne
  - Gran Enciclopèdia Catalana
  - Hrvatska Enciklopedija
  - Internetowa encyklopedia PWN
  - Nationalencyklopedin
  - Oxford Dictionary of National Biography
  - Proleksis enciklopedija
  - Store norske leksikon
  - Treccani
  - Universalis
  - Visuotinė lietuvių enciklopedija
- John George Lambton, Charles Buller, Edward Gibbon Wakefield. Le rapport Durham : document, Montréal : Éditions de l'Hexagone, 1990-91, 317 p. (trad. et introd. de Denis Bertrand et d'Albert Desbiens.)
- John George Lambton, Charles Buller, Edward Gibbon Wakefield. Le Rapport Durham, Montréal : Éditions Sainte-Marie, 1969, 156 p. (trad., Denis Bertrand et Albert Desbiens ; introd. et appareil didactique, Denis Bertrand et André Lavallée)
- Roger Viau. Lord Durham, Montréal: Éditions HMH limitée, 1963, 181 p.
- Le Rapport de Durham, Montréal : Éditions du Québec, 1948, 376 p. (traduit par Marcel-Pierre Hamel, préface rétrospective de Étienne Parent)
- Léo-Paul Desrosiers. L'Accalmie : Lord Durham au Canada, Montréal: Le Devoir, 1937, 148 p.
- John George Lambton, Charles Buller, Edward Gibbon Wakefield. Rapport de Lord Durham. Haut-Commissaire de Sa Majesté, etc. etc., sur les affaires de l'Amérique septentrionale britannique, Montréal : L'Ami du peuple, 1839, 200 p. (en ligne)
- Fernand Ouellet, « LAMBTON, JOHN GEORGE, 1er comte de DURHAM », dans Dictionnaire biographique du Canada, vol. 7, Université Laval/University of Toronto, 2003.

#### En anglais
- Janet Ajzenstat. The Political Thought of Lord Durham, Montreal: McGill-Queen's University, 1988, 137 p.  (ISBN 0773506373) (en ligne)
- Ged Martin. The Durham Report and British Policy, Cambridge University Press, 1972, 120 p.  (ISBN 0521085306) (aperçu)
- W. Stewart Wallace. « John George Lambton, First Earl of Durham (1792-1840) », dans The Encyclopedia of Canada, Vol. II, Toronto, University Associates of Canada, 1948, 411 p., p. 253-254. (en ligne)
- Chester William New. Lord Durham. A Biography of John George Lambton, First Earl of Durham, Oxford: Clarendon Press, 1929, 612 p.
- Frederick Bradshaw. Self-Government in Canada, and How it Was Achieved: The Story of Lord Durham’s Report, Londres : P.S.King, 1903, 414 p. (en ligne)
- John George Lambton, Charles Buller, Edward Gibbon Wakefield. The Report and Despatches of the Earl of Durham, Her Majesty's High Commissioner and Governor-General of British North America, Londres : Ridgways, Piccadilly, 1839, 423 p. (en ligne)
- John Stuart Mill. "Radical Party and Canada: Lord Durham and the Canadians", dans London and Westminster Review, VI & XXVIII, 502-33, janvier 1838 (en ligne)
- John George Lambton. Speeches of the Earl of Durham on Reform of Parliament, Londres : James Ridgway and Sons, Piccadilly, 1835, 204 pages (en ligne)
- John Reid. Sketch of the Political Career of the Earl of Durham, Glasgow : John Reid & Co., 1835, 400 p. (online)